# Liban Abdi
Liban Abdi, né le 5 octobre 1988 à Burao, est un footballeur norvégien, d'origine somalienne. 

## Biographie
En janvier 2014, il est transféré vers le club turque du Çaykur Rizespor, chez qui il signe jusqu'en 2018.